# Benoît Coppée
 (décembre 2011).
Si vous disposez d'ouvrages ou d'articles de référence ou si vous connaissez des sites web de qualité traitant du thème abordé ici, merci de compléter l'article en donnant les références utiles à sa vérifiabilité et en les liant à la section « Notes et références ».
Pour les articles homonymes, voir Coppée.
Benoît Coppée, né le 22 avril 1964 à Etterbeek (province de Brabant), est un romancier et scénariste belge. Il est administrateur de la SABAM. 
Outre son travail d’écrivain pour adultes, il s’adonne à l’écriture pour la jeunesse. L’auteur aborde toutes les formes d’écriture : récit, conte, comptine, pièce de théâtre, roman, poésie ou scénario de bande dessinée. Il est l'auteur de la série jeunesse Les Aventures de Tom et Lila, avec l’illustrateur Nicolas Viot, traduite dans une vingtaine de langues.

## Biographie
Benoît Coppée naît le 22 avril 1964 à Etterbeek, une commune bruxelloise. Il fait ses études primaires à l’école Saint-Julien d’Auderghem, humanités gréco-latines au collège Saint-Hubert de Watermael-Boitsfort. De 1982 à 1995, il travaille comme infirmier en pédiatrie, soins intensifs, et dialyse.
En 1995, il rencontre Émile Kesteman qui l’introduit au « Grenier au chansons » de Jane Tony où il croise des écrivains et poètes tels que Jean Dumortier, Joseph Bodson, Marcel Hennart ou Henry Falaise. Il devient parolier de chansons françaises et remporte le Prix de la Promotion Artistique Belge de la Société belge des auteurs, compositeurs et éditeurs.
L'année suivante, il décide de vivre de sa plume et abandonne le métier d’infirmier qu’il aura exercé une douzaine d’années. Avec l’illustrateur Nicolas Viot, il crée La Plume qui s’poile, un atelier-studio d'écriture et d'illustration. En 1997, il est lauréat de plusieurs concours : Arts et Lettres de France, Promotion Artistique Belge de la SABAM, etc.
L'année 1998 voit naître ses premières publications : Échouages et Tant de chiens !. Il remporte le premier prix du concours de nouvelles La Fureur de Lire et entre à l’Association des écrivains belges de langue française (AEB).
L'année suivante, il sort son premier roman, Julie, puis paraît Paroles de saisons II, un collectif de poèmes avec Joseph Bodson, Marcel Hennart et Danielle Gérard. Cette période est aussi celle de ses premières collaborations avec les Éditions Averbode où il signe des contes, récits et poésies pour enfants. Avec Nicolas Viot, il crée BD’vasion, un atelier de bande dessinée pour les détenus de la prison de Saint-Gilles à Bruxelles.
En 2000, paraissent J’ai le droit ! avec Pascal Lemaître – portraits des droits de l’enfant en Belgique – et Graines de médiateurs avec Nicolas Viot – outil de promotion pour la communication non violente. 
En 2001, paraissent deux romans, Bleus et De Mineurs, ce dernier étant un roman interactif qui vise à démonter les arcanes du système judiciaire jeunesse en Belgique. Cette même année, sortent ses premières publications de livres pour enfants avec Yaël Vent des Hove aux Éditions Alice. Parallèlement, aux Éditions Averbode, Coppée crée, avec Nadine Rouvière, Mic et Mouche, un héros de bande dessinée pour enfants de 3 à 5 ans. Il monte également l’exposition Équi-pages, sur les métiers d’écrivain et d’illustrateur pour enfants. 
Il publie Secrets à dire en 2002, le premier tome des aventures de Tom et Lila avec Nicolas Viot, série qui sera traduite dans une vingtaine de langues. Il publie ensuite l'ouvrage Cl@r@ au pays d’Internet avec Gilles Chemin aux Éditions Média-Animation.
En 2003, Coppée devient membre de la Charte des auteurs et illustrateurs jeunesse (Paris). Il publie avec Nicolas Viot aux Éditions Montagne à Malices, les deux premiers livres de la série Oh! Théo, un personnage qu'il avait créé l'année précédente avec Nicolas Viot, dans le journal Le Ligueur. La même année, il sort le deuxième tome des aventures de Tom et Lila.
En 2008, il devient membre de l’Association des scénaristes de l’audiovisuel (ASA). La même année, il est lauréat d'une bourse d'aide au projet de la Fédération Wallonie-Bruxelles. L'année suivante, il devient administrateur de la SABAM et succède à l'écrivain belge Pierre Coran.
En 2014, il est l'un des membres fondateurs du Guichet des Arts. Il ouvre, à Bruxelles, un Bureau d’accompagnement en projets d’écriture (fiction/biographie).
Il apporte ses collaborations régulières à plusieurs revues dont Tremplin, Dopido, Dorémi, Bonjour, Dauphin, ID et Éclat de Lire.

### Vie privée
Il vit à Bruxelles.

## Œuvre
Liste des principaux ouvrages

### Publications

#### Romans adultes
- Julie, Éditions Memor, Bruxelles, 1999  (ISBN 2-930133-36-8)
- Bleus, Memor, Bruxelles, 2001  (ISBN 2-930133-54-6)
- Bruxelles-Midi Paris-Nord, Éditions Caractères, Paris, 2001  (ISBN 2-85446-325-0).
- Le Silence d’Aurore, Éditions Biliki, Bruxelles, 2009  (ISBN 978-2-930438-44-3).

#### Poésie
- Échouages, Namur, Éditions de l’Acanthe, coll. « Equinox », 1998, 34 p. (ISBN 2930219262)

#### Nouvelles
- La Lettre à Constance, Éd. de l’Acanthe, Namur, 1999.  — Prix Fureur de Lire 1999.
- La Passerelle, La Libre Belgique, 2003
- Sarah est partie !, Éditions Chouette Province, 2005
- Les Stabylo’s de Luz, Éditions SGLL, Bruxelles, 2010
- Entrée Plat Dessert, Éditions Libre-Court, Paris-Bruxelles, 2014

#### Livres jeunesse
- De Mineurs, avec Viot, Éditions Memor, 2001  (ISBN 2-930133-67-8).
- C’est ça Nikita, avec Yaël Vent des Hove, Alice, 2001  (ISBN 2930182571)
- C’est ça la vie, avec Yaël Vent des Hove, Éd. Alice, Bruxelles, 2001  (ISBN 2930182563)
- Secrets à dire sur l'environnement, avec Viot, CEE, 2003  (ISBN 9289438673)
- Le Saumon de la source rouge, Tom et Lila, avec Viot, CEE, 2003  (ISBN 9789289445436)
- Si belles hirondelles, Tom et Lila, avec Viot, CEE, 2004  (ISBN 9789289468848)
- La Terre brûle !, Tom et Lila, avec Viot, CEE, 2005  (ISBN 92-894-8896-4)
- C’est pas moi !, Oh ! Théo, avec Viot, Vilo jeunesse, Paris, 2005  (ISBN 9782719107881)
- C’est mon avion !, Oh ! Théo, avec Viot, Vilo jeunesse, Paris, 2005  (ISBN 9782719107874)
- Dani le Magicien : Dans les griffes de Barbe Noire[5] , avec Jacques Canezza, Annette Marnat (ill.), tour de magie par Dani Lary, Vilo Jeunesse, 2005  (ISBN 9782719107911)
- L’Ombre de Qin Shi, Dani le Magicien, Annette Marnat (ill.), Vilo Jeunesse, Paris, 2006  (ISBN 9782719108000)
- Ensemble !, Tom et Lila, avec Viot, CEE, mai 2006  (ISBN 9789279011696)
- L'Île bleue, Tom et Lila, avec Viot, CEE, mai 2007  (ISBN 9789279053207)
- Un cadeau pour Biloulou, Tom et Lila, avec Viot, CEE, mai 2008  (ISBN 9789279081217)
- La Petite Rue de Fleur, Tom et Lila, avec Viot, CEE, mai 2009  (ISBN 9789279119644)
- L’Espoir des Kayakos, Tom et Lila, avec Viot, CEE, mai 2010  (ISBN 9789279143083)
- Benny est un champion !, Tom et Lila, avec Viot, Éd. CEE, mai 2011  (ISBN 9789279183690)

##### Publications des éditions Averbode, Impérial ou Montagne à Malices
- Noël de miel et caramel[6], avec Marc Vanenis (ill.), Averbode, 2003.
- Histoire du matin pour mon papa, Oh ! Théo, avec Viot, Montagne à Malices, 2003
- Histoire du soir pour ma maman, Oh ! Théo, avec Viot, Éd. Montagne à Malices, 2003
- L’Aventure Gourmande, Oh ! Théo, avec Viot, Éd. Impérial, 2004
- La Petite Porteuse d’oranges, avec Dominique Mertens, Averbode, 2006
- Le Plus Beau Noël de vieux Papy Chouette, avec T. Christmann, Averbode, 2011
- Tout pour le public, récit, avec Alice Bertrand, Dauphin, Averbode, 2013
- Louis-Marie aime tricoter, avec Peter Elliott, Doremi, Averbode, 2013.

#### Théâtre jeunesse
- Ce soir, c’est toi la star !, Dauphin, Averbode, 2011
- Variations autour de la Boum, Dauphin, Averbode, 2010
- Le Dernier souffle de Tante Adèle, Dauphin, Averbode, 2009
- L’Arbre généalogique, Dauphin, Averbode, 2008
- Les Colocataires, Dauphin, Averbode, 2007
- Il se murmure que..., Dauphin, Averbode, 2006
- Raffut à la rédac, Dauphin, Averbode, 2006
- La Vieille Chaussette, Dauphin, Averbode, 2005
- Coup de Théâtre, Dauphin, Averbode, 2004
- Mon amour de petite sœur, ad. Dirk Nielandt, avec Daniëlle Roothooft, Averbode, 2012

#### Scénarios bande dessinée
- Oh ! Théo, avec Nicolas Viot, in Philéas et Autobule, Éd. CAL, de 2007 à 2011
- Tsiky, avec Frédéric Thiry, Averbode, depuis 2007. Mascotte magazine Dauphin
- Ma place en classe, avec Pénélope Paicheler, Averbode, 2005
- La Vie de ma classe, avec Étienne Jung, Averbode, 2004
- Gronours et la forêt enchantée, avec Alexis Nesme, Milan, de 2002 à 2006
- Oh ! Théo, avec Nicolas Viot, Éd. Le Ligueur, de 2002 à 2007
- Mic et Mouche, avec Nadine Hahn-Rouvière, Averbode, de 2001 à 2007. Mascotte magazine Doremi
  - La Météo du jour avec Mic et Mouche, avec Nadine Hahn-Rouvière, Averbode, 2003  (ISBN 90-317-1937-4).
- Rémi, avec Jan Simoen et Machteld Bernaert, Averbode, 1999.

#### Essais
- J'ai le droit !, avec Pascal Lemaître, Averbode-Unicef, 2000.
- J'veux d'l'Amour avec Diane Drory et Nicolas Viot, Soliflor, 2006  (ISBN 2-9600496-8-3).
- Un père pour quoi faire ? avec Diane Drory et Nicolas Viot, Soliflor, coll. « Collection des choses de la vie », 2007  (ISBN 9782960063837).
- La famille idéale ment ! avec Diane Drory et Nicolas Viot, Soliflor, 2008  (ISBN 978-2-9305430-2-4).
- Zéro est arrivé ! avec Diane Drory et Nicolas Viot, Soliflor, 2009  (ISBN 978-2-930543-04-8).
- Et moi ? Émois ! : regard d'une psychanalyste sur la pensée de l'enfant avec Diane Drory et Nicolas Viot, Éd. Soliflor, 2013  (ISBN 978-2-930543-32-1).

#### Autres publications
- Faire la paix avec sa mère, Bruxelles, Éditions Lamiroy, coll. « Opuscules » no 271, 2022  (ISBN 978-2-87595-780-1).

### Discographie
- Hors Format, album chanson française avec Albert Delchambre[7], 2014
- Sortir de moi, album chanson française, 3 titres, par Guy Richer, Québec, 2010.

## Prix et récompenses
- Lauréat Promotion artistique belge de la SABAM[3] (parolier 1995) ;
- Lauréat Arts et Lettres de France[3] (poésie 1997) ;
- Lauréat Promotion artistique belge de la SABAM[3] (scénariste 1997) ;
- Lauréat Fureur de Lire (nouvelle 1998)[3] ;
- Finaliste Prix Gros Sel (livre jeunesse 2007) ;

#### Articles
- Jean Dumortier, « Dossiers L - Hors série - Benoît Coppée », Service du Livre Luxembourgeois, Province de Luxembourg,‎ s.d. (2006) (lire en ligne [PDF], consulté le 1er février 2024).